# Maria Alinda Bonacci Brunamonti
Maria Alinda Bonacci Brunamonti (Perugia, 21 agosto 1841 – Perugia, 3 febbraio 1903) è stata una poetessa italiana.

## Biografia
Maria Alinda Bonacci era la primogenita di Teresa Tarulli di Matelica e di Gratiliano Bonacci, nativo di Recanati, insegnante di retorica nel perugino Collegio della Sapienza, autore delle Nozioni fondamentali di estetica, il quale curò personalmente la sua istruzione di indirizzo classico.
Con l'incoraggiamento della madre, devota cattolica, iniziò giovanissima a comporre versi di carattere religioso, dati alle stampe nel 1856 con il titolo Canti e dedicati a Pio IX. Nel 1854 la famiglia si trasferì prima a Foligno e poi a Recanati. La ripresa del movimento risorgimentale e le Stragi di Perugia del 20 giugno 1859 le ispirarono i versi patriottici e anti-pontifici dei Canti nazionali, pubblicati a Recanati nel 1860. In quell'anno, alla Bonacci, per sua espressa volontà, fu concesso di votare per il plebiscito di conferma dell'annessione delle Marche e dell'Umbria al Piemonte, unica donna ammessa in via eccezionale a questa consultazione.
Dal 1868, dopo il matrimonio con Pietro Brunamonti, di Trevi, docente di filosofia del diritto nell'Università di Perugia - da cui ebbe due figli, Beatrice, nata il 2 aprile 1871, e Fausto, morto a soli cinque anni il 25 giugno 1878 - stabilì la sua residenza a Perugia in via dei Priori. Ebbe l'amicizia di intellettuali italiani, in particolare di Giacomo Zanella, di Andrea Maffei e di Antonio Stoppani.
Influenzate dallo Zanella sono le successive poesie, di carattere didascalico e con accenti religiosi: Nuovi canti (1887), Flora (1898), appesantite «da un'intonazione etico-riflessiva irrimediabilmente provinciale». Migliori si rivelano i Discorsi d'arte (1898) e i Ricordi di viaggio, pubblicati postumi.
Un ictus, che la colpì nel 1898, le impedì di scrivere fino alla morte, avvenuta nel 1903.
Gran parte del suo epistolario insieme ad alcuni manoscritti autografi sono conservati presso la Biblioteca Augusta di Perugia.

## Opere

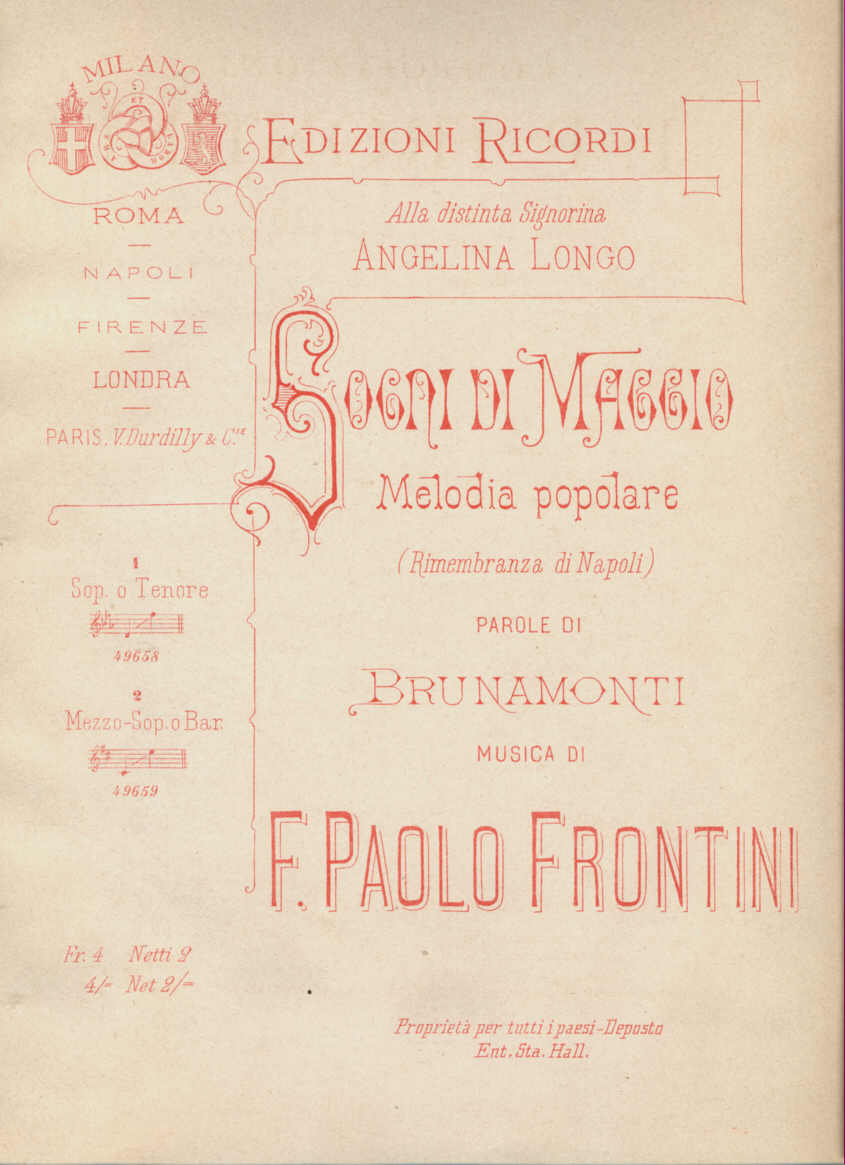
Ed. Ricordi 1885, musica di F. P. Frontini

- Canti alla Madonna della fanciulla Maria Alinda Bonacci, Perugia, Tip. Vagnini presso Giuseppe Ricci, 1854.
- Canti, Perugia, Tip. Vagnini, 1856.
- Canti nazionali, Recanati, Tip. Badaloni, 1860.
- Canti alla Madonna, Recanati, Tip. Badaloni, 1867.
- Versi, Firenze, Le Monnier, 1875.
- Nuovi Canti, Città di Castello, Lapi, 1887.
- Flora: sonetti, Roma, Edizioni della “Roma Letteraria”, 1898.
- Discorsi d'arte, Città di Castello, Lapi, 1898.
- Ricordi di viaggio. Dal suo diario inedito, a cura di Pietro Brunamonti, Firenze, Barbera, 1905; nuova ed. parziale con introduzione a cura di Mariarita Malerba, Edizioni digitali del CISVA, 2010 ISBN 9788866220671
- Diario floreale inedito dalle «Memorie e pensieri» (1875-1900), a cura di Luigi M. Reale, con una nota di Franco Mancini e una testimonianza di Maria Luisa Spaziani, Perugia, Guerra, 1992.
- «Fiori di campo, amici miei» di Alinda Bonacci Brunamonti, a cura di Maria Raffaella Trabalza, con un saggio di Mario Roncetti, Foligno, Edizioni dell'Arquata, 1992.
- Viaggiando per l'Italia centrale: dai «Ricordi di viaggio», Perugia, Protagon, 1994.
- A Recanati: da «Ricordi di viaggio», a cura di Franco Foschi, Recanati, Centro Nazionale di Studi Leopardiani, 1995.
- Poesie, a cura di Luigi M. Reale, Perugia, Guerra, 1997.
- Il Natale (1882-83), a cura di Luigi M. Reale, Foligno, 2016, ISBN 9788822881816
- Il ciottolo d'oro. Fiaba, a cura di Luigi M. Reale, Foligno, 2016, ISBN 9788822882813
- Pensieri cristiani inediti da «Memorie e pensieri» (1875-1900), a cura di Luigi M. Reale, Foligno, Bibliotheca Umbra, 1, 2016, ISBN 9788826021430
- Viaggio in terra veneta nel 1879. Con due lettere inedite di Giacomo Zanella, a cura e con un saggio introduttivo di Loretta Marcon, Perugia, Bertonieditore, 2021, ISBN 9788855353052

## Poesia e musica
- Sogni di Maggio, musica di Francesco Paolo Frontini, Ricordi, 1885

## Onorificenze
Sette anni dopo la morte venne posto un marmo sulla sua casa natale.